# Montelíbano (ort)
Montelíbano är en ort i Colombia.   Den ligger i departementet Córdoba, i den nordvästra delen av landet, 400 km norr om huvudstaden Bogotá. Montelíbano ligger 46 meter över havet och antalet invånare är 85 000.
Terrängen runt Montelíbano är mycket platt. Runt Montelíbano är det ganska glesbefolkat, med 25 invånare per kvadratkilometer. Omgivningarna runt Montelíbano är en mosaik av jordbruksmark och naturlig växtlighet.